# Anonychomyrma gigantea
Anonychomyrma gigantea é uma espécie de formiga do gênero Anonychomyrma.